# Галерия „Вангел Коджоман“
Галерията „Вангел Коджоман“ (на македонска литературна норма: Галерија „Вангел Коџоман“) възрожденска постройка в град Струга, Северна Македония. Обявена е за паметник на културата.

## Местоположение
Къщата е разположена на Стружката чаршия, на левия бряг на Черни Дрин, на улица „Бракя Миладиновци“ № 18. Срещу нея е разположена Миладиновата къща.

## История
Къщата датира от XIX век. В 1980 година къщата е превърната в галерия, част от Музея „Д-р Никола Незлобински“, като място за постоянна изложба на творбите на големия стружки художник Вангел Коджоман (1904 - 1994).
На 7 декември 1954 година и отново на 19 юли 2016 година къщата е обявена за значимо културно наследство на Република Македония.